# Фундаментальная группа
Фундамента́льная гру́ппа — одна из простейших конструкций в алгебраической топологии.
Сопоставляется группа всякому связному топологическому пространству.
Для подмножеств плоскости эта группа измеряет количество «дырок».
Наличие «дырки» определяется невозможностью непрерывно продеформировать (стянуть) некоторую замкнутую кривую в точку.
Фундаментальная группа пространства {\displaystyle X} с отмеченной точкой {\displaystyle x_{0}} обычно обозначается {\displaystyle \pi _{1}(X,x_{0})} или {\displaystyle \pi _{1}(X)}, последнее обозначение применимо для связных пространств.
Тривиальность фундаментальной группы обычно записывается как {\displaystyle \pi _{1}(X)=0}, хотя обозначение {\displaystyle \pi _{1}(X)=\{1\}} более уместно.

## Определение
Пусть {\displaystyle X} — топологическое пространство с отмеченной точкой {\displaystyle x_{0}\in X}. Рассмотрим множество петель в {\displaystyle X} из {\displaystyle x_{0}};
то есть множество непрерывных отображений
{\displaystyle f\colon [0,1]\to X}, таких что {\displaystyle f(0)=x_{0}=f(1)}.
Две петли {\displaystyle f} и {\displaystyle g} считаются эквивалентными, если они гомотопны друг другу в классе петель, то есть найдется соединяющая их гомотопия {\displaystyle f_{t}}, удовлетворяющая свойству {\displaystyle f_{t}(0)=x_{0}=f_{t}(1)}.
Соответствующие классы эквивалентности (обозначаются {\displaystyle [f]}) называются гомотопическими классами.
Произведением двух петель называется петля, определяемая их последовательным прохождением:
{\displaystyle (f*g)(t)={\begin{cases}f(2t),~t\in [0,{1 \over 2}]\\g(2t-1),~t\in [{1 \over 2},1]\end{cases}}}
Произведением двух гомотопических классов {\displaystyle [f]} и {\displaystyle [g]} называется гомотопический класс {\displaystyle [f*g]} произведения петель.
Можно показать, что он не зависит от выбора петель в классах.
Множество гомотопических классов петель с таким произведением становится группой.
Эта группа и называется фундаментальной группой пространства {\displaystyle X} с отмеченной точкой {\displaystyle x_{0}} и обозначается {\displaystyle \pi _{1}(X,x_{0})}.

## Комментарии
- Про {\displaystyle (X,x_{0})} можно думать как о паре пространств {\displaystyle (X,\{x_{0}\})}.
- Единицей группы является класс тождественной, или неподвижной петли, обратным элементом — класс петли, пройденной в обратном направлении.
- Если {\displaystyle X} — линейно связное пространство, то с точностью до изоморфизма фундаментальная группа не зависит от отмеченной точки. Поэтому для таких пространств можно писать {\displaystyle \pi _{1}(X)} вместо {\displaystyle \pi _{1}(X,x_{0})} не боясь вызвать путаницу. Однако для двух точек {\displaystyle x,y\in X} канонический изоморфизм между {\displaystyle \pi _{1}(X,x)} и {\displaystyle \pi _{1}(X,y)} существует лишь если фундаментальная группа абелева.

## Связанные определения
- Каждое непрерывное отображение пунктированных пространств {\displaystyle \varphi :(X,x_{0})\to (Y,\varphi (x_{0}))} индуцирует гомоморфизм {\displaystyle \varphi _{*}=\pi _{1}\varphi :\pi _{1}(X,x_{0})\to \pi _{1}(Y,\varphi (x_{0}))}, определяемый формулой {\displaystyle \varphi _{*}[f]=[\varphi f]}. Таким образом, взятие фундаментальной группы вместе с описанной операцией образует функтор {\displaystyle \pi _{1}:\mathbf {hTop} \to \mathbf {Grp} }.

- Пространство {\displaystyle X} называется односвязным, если оно линейно связно и группа {\displaystyle \pi _{1}(X)} тривиальна (состоит только из единицы).

## Примеры
- В {\displaystyle \mathbb {R} ^{n}} есть только один гомотопический класс петель. Следовательно, фундаментальная группа тривиальна, {\displaystyle \pi _{1}(\mathbb {R} ^{n})=0}. То же верно и для любого пространства — выпуклого подмножества {\displaystyle \mathbb {R} ^{n}}.

- В окружности {\displaystyle \mathbb {S} ^{1}}, каждый гомотопический класс состоит из петель, которые навиваются на окружность заданное число раз, которое может быть положительным или отрицательным в зависимости от направления. Следовательно, фундаментальная группа окружности изоморфна аддитивной группе целых чисел {\displaystyle \mathbb {Z} }.

- Фундаментальная группа {\displaystyle n}-мерной сферы {\displaystyle \mathbb {S} ^{n}} тривиальна при всех {\displaystyle n\geq 2}.

- Фундаментальная группа восьмёрки {\displaystyle \mathbb {S} ^{1}\vee \mathbb {S} ^{1}} неабелева — это свободное произведение {\displaystyle \mathbb {Z} *\mathbb {Z} }. Справедлив более общий результат, следующий из теоремы ван Кампена: если {\displaystyle X} и {\displaystyle Y} — линейно связные пространства и локально односвязны, то фундаментальная группа их букета (склейки по выделенной точке) изоморфна свободному произведению их фундаментальных групп: {\displaystyle \pi _{1}(X\vee Y)\cong \pi _{1}(X)*\pi _{1}(Y).}

- Фундаментальная группа плоскости {\displaystyle \mathbb {R} ^{2}} c {\displaystyle n} выколотыми точками — свободная группа с {\displaystyle n} порождающими.

- Фундаментальная группа ориентированной замкнутой поверхности рода {\displaystyle g} может быть задана образующими {\displaystyle a_{1},\dots ,a_{g},b_{1},\dots ,b_{g}} с единственным соотношением: {\displaystyle a_{1}b_{1}a_{1}^{-1}b_{1}^{-1}\dots a_{g}b_{g}a_{g}^{-1}b_{g}^{-1}=1}.

## Свойства
Фундаментальная группа пространства зависит только от его гомотопического типа. Обратное верно для линейно связных асферических пространств (пространство Эйленберга — Маклейна).
Если {\displaystyle A} — ретракт {\displaystyle X}, содержащий отмеченную точку {\displaystyle x_{0}}, то гомоморфизм {\displaystyle i_{*}:\pi _{1}(A,x_{0})\to \pi _{1}(X,x_{0})}, индуцированный вложением {\displaystyle i:A\hookrightarrow X}, инъективен. В частности, фундаментальная группа компоненты линейной связности {\displaystyle X}, содержащей отмеченную точку, изоморфна фундаментальной группе всего {\displaystyle X}. Если {\displaystyle A} — строгий деформационный ретракт {\displaystyle X}, то {\displaystyle i_{*}:\pi _{1}(A,x_{0})\to \pi _{1}(X,x_{0})} является изоморфизмом.
{\displaystyle \pi _{1}} сохраняет произведение: для любой пары топологических пространств с отмеченными точками {\displaystyle (X,x_{0})} и {\displaystyle (Y,y_{0})} существует изоморфизм:
{\displaystyle \pi _{1}(X\times Y,(x_{0},y_{0}))\cong \pi _{1}(X,x_{0})\times \pi _{1}(Y,y_{0})}
естественный по {\displaystyle (X,x_{0})} и {\displaystyle (Y,y_{0})}.
Теорема ван Кампена: Если {\displaystyle X} — объединение линейно связных открытых множеств {\displaystyle A_{\alpha }}, каждое из которых содержит отмеченную точку {\displaystyle x_{0}\in X}, и если каждое пересечение {\displaystyle A_{\alpha }\cap A_{\beta }} линейно связно, то гомоморфизм {\displaystyle \Phi :\ast _{\alpha }\pi _{1}(A_{\alpha })\to \pi _{1}(X)}, индуцированный вложениями {\displaystyle A_{\alpha }\hookrightarrow X}, сюрьективен. Кроме того, если каждое пересечение {\displaystyle A_{\alpha }\cap A_{\beta }\cap A_{\gamma }} линейно связно, то ядро гомоморфизма {\displaystyle \Phi } — это наименьшая нормальная подгруппа {\displaystyle N}, содержащая все элементы вида {\displaystyle i_{\alpha \beta }(\omega )i_{\beta \alpha }(\omega )^{-1}} (где {\displaystyle i_{\alpha \beta }} индуцирован вложением {\displaystyle A_{\alpha }\cap A_{\beta }\hookrightarrow A_{\alpha }}), а потому {\displaystyle \Phi } индуцирует изоморфизм {\displaystyle \pi _{1}(x)\cong \ast _{\alpha }\pi _{1}(A_{\alpha })/N} (первая теорема об изоморфизме). В частности, {\displaystyle \pi _{1}} сохраняет копроизведения: {\displaystyle \pi _{1}(\bigvee _{\alpha }X_{\alpha })\cong \ast _{\alpha }\pi _{1}(X_{\alpha })} естественно по всем {\displaystyle X_{\alpha }}. Случай двух {\displaystyle A_{\alpha }}: условие для тройных пересечений становится излишним, и получается, что {\displaystyle \pi _{1}(A_{1}\cup A_{2})\cong \pi _{1}(A_{1}){\mathbin {\ast _{\pi (A_{1}\cap A_{2})}}}\pi _{1}(A_{2})}, что является ограниченной (случаем линейно связного {\displaystyle A_{1}\cap A_{2}}) формой сохранения толчков.
Фундаментальная группа топологической группы абелева, как демонстрирует аргумент Экманна-Хилтона.
Свободные группы и только они могут быть реализованы как фундаментальные группы графов (действительно, стягивание остовного дерева в точку реализует гомотопическую эквивалентность графа и букета окружностей, также можно применить теорему ван Кампена).
Произвольная группа может быть реализована как фундаментальная группа двумерного клеточного комплекса.
Произвольная конечно заданная группа может быть реализована как фундаментальная группа замкнутого 4-мерного многообразия.
Фундаментальная группа пространства действует сдвигами на универсальном накрытии этого пространства (если универсальное накрытие определено).

## Вариации и обобщения
- Фундаментальная группа является первой из гомотопических групп.
- Фундаментальным группоидом[англ.] пространства {\displaystyle X} называют группоид {\displaystyle \Pi (X)}, объектами которого являются точки {\displaystyle X}, а морфизмами — гомотопические классы путей с композицией путей. При этом {\displaystyle \pi _{1}(X,x_{0})\cong \operatorname {Aut} _{\Pi (X)}x_{0}}, и если {\displaystyle X} линейно связно, то вложение {\displaystyle \pi _{1}(X,x_{0})\hookrightarrow \Pi (X)} является эквивалентностью категорий.